# Bandung (bebida)
Bandung (también conocido como bebida de jarabe de rosa) es una bebida popular en el sudeste asiático marítimo, especialmente en Brunéi, Indonesia, Malasia y Singapur. Consiste en leche evaporada o leche condensada aromatizada con jarabe de rosas (cordial de rosas), lo que le da un color rosado.

## Etimología
El término bandung se refiere a cualquier cosa que se mezcla con otros ingredientes. El nombre no tiene conexión con la ciudad de Bandung en Indonesia.

## Detalles
Originado en Singapur a principios del siglo XX, Bandung es una bebida favorita, especialmente entre la comunidad etnia malaya de Singapur y, posteriormente, las comunidades malayas del sudeste asiático. Por lo general, se sirve durante el Iftar en el mes de Ramadán, o en recepciones de bodas con otros alimentos como nasi beriani o rendang. Las innovaciones modernas incluyen la adición de gelatina de hierba o agua con gas y se sirven como comida callejera, especialmente en los mercados nocturnos.

## Variaciones
La variante más común es la que incluye agua con gas, que suele ser conocida como soda gembira. McDonald's de Singapur cuenta con postres inspirados en el sabor de la bebida en el país, incluidos McFlurry, sundae y helado suave con sabor a Bandung.